# Zapasy na Letnich Igrzyskach Olimpijskich 1932 – kategoria do 72 kg w stylu klasycznym
Zmagania mężczyzn do 72 kg to jedna z siedmiu męskich konkurencji w zapasach w stylu klasycznym rozgrywanych podczas Letnich Igrzysk Olimpijskich 1932. Pojedynki w tej kategorii wagowej odbyły się w dniach 4 – 7 sierpnia.

## Klasyfikacja[1]
| Pos. | Zawodnik         | Kraj      |
| ---- | ---------------- | --------- |
| 1    | Ivar Johansson   | Szwecja   |
| 2    | Väinö Kajander   | Finlandia |
| 3    | Ercole Gallegati | Włochy    |
| 4    | Osvald Käpp      | Estonia   |
| 5    | Børge Jensen     | Dania     |
| 6    | Arild Dahl       | Norwegia  |
| 6    | Shūichi Yoshida  | Japonia   |
| 8    | Gyula Zombori    | Węgry     |

## Zasady[2]
Punktacja opierała się na systemie "złych punktów karnych". Zwycięzca otrzymywał zero punktów za wygraną przez "tusz" (łopatki), a jeden za zwycięstwo decyzją trzech sędziów. Za porażkę na punkty zawodnik otrzymywał trzy punkty. Uzyskanie pięciu lub więcej punktów eliminowało zapaśnika z turnieju.   

## Wyniki

### Pierwsza runda[3]
| Zwycięzca      | Punkty karne | Wynik     | Przegrany        | Punkty karne |
| -------------- | ------------ | --------- | ---------------- | ------------ |
| Børge Jensen   | 1            | Na punkty | Arild Dahl       | 3            |
| Ivar Johansson | 0            | Łopatki   | Gyula Zombori    | 3            |
| Osvald Käpp    | 1            | Na punkty | Ercole Gallegati | 3            |
| Väinö Kajander | 0            | Łopatki   | Shūichi Yoshida  | 3            |

### Druga runda[4]
Gyula Zombori wycofał się z turnieju.
| Zwycięzca        | Punkty karne | Wynik     | Przegrany       | Punkty karne |
| ---------------- | ------------ | --------- | --------------- | ------------ |
| Ivar Johansson   | 0            | Łopatki   | Arild Dahl      | 6            |
| Osvald Käpp      | 2            | Na punkty | Børge Jensen    | 4            |
| Ercole Gallegati | 3            | Łopatki   | Shūichi Yoshida | 6            |
| Väinö Kajander   | 0            | -         | Bez walki       |              |

### Trzecia runda[5]
| Zwycięzca        | Punkty karne | Wynik   | Przegrany    | Punkty karne |
| ---------------- | ------------ | ------- | ------------ | ------------ |
| Ivar Johansson   | 0            | Łopatki | Osvald Käpp  | 5            |
| Väinö Kajander   | 0            | Łopatki | Børge Jensen | 7            |
| Ercole Gallegati | 3            | -       | Bez walki    |              |

### Czwarta runda[6]
| Zwycięzca      | Punkty karne | Wynik   | Przegrany        | Punkty karne |
| -------------- | ------------ | ------- | ---------------- | ------------ |
| Väinö Kajander | 0            | Łopatki | Ercole Gallegati | 6            |
| Ivar Johansson | 0            | -       | Bez walki        |              |

### Finały[7]
| Zwycięzca      | Punkty karne | Wynik     | Przegrany      | Punkty karne |
| -------------- | ------------ | --------- | -------------- | ------------ |
| Ivar Johansson | 1            | Na punkty | Väinö Kajander | 3            |